# Blender (urządzenie)

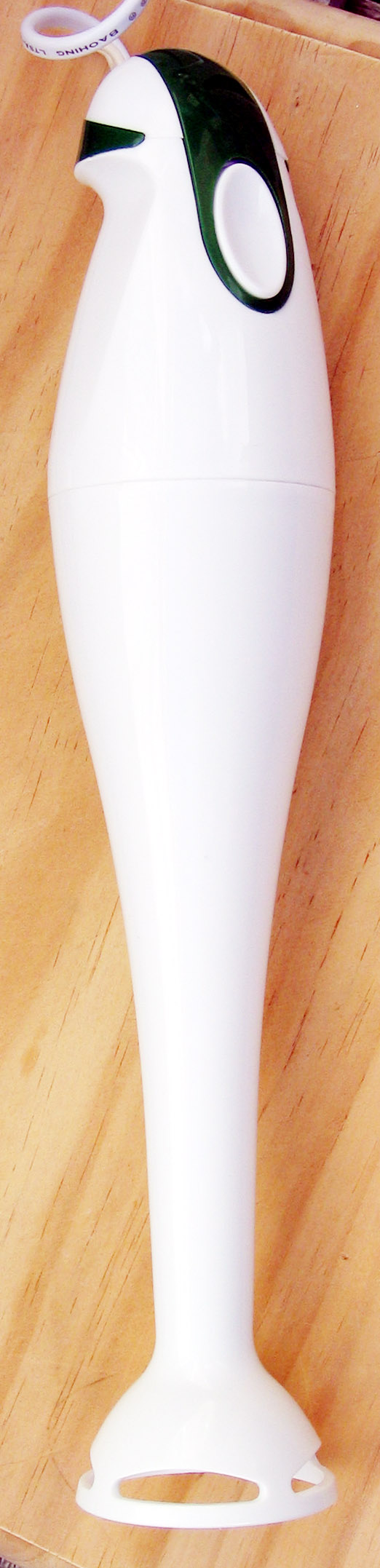
Blender ręczny

Blender – elektryczne urządzenie kuchenne, służące do miksowania lub mieszania. Najczęściej używane jest do przyrządzania koktajli owocowych, warzywnych i alkoholowych.
Istnieją dwa rodzaje blenderów:
- blender ręczny – trzymany w ręce, który wkłada się do pojemnika z produktami i który ma głowicę mieszającą z obracającymi się ostrzami,
- blender kielichowy – stojący, z zamontowanym pojemnikiem (kubkiem), do którego wkłada się produkty i który ma w dnie zamocowane ostrza miksujące.

Blender bywa częścią robota kuchennego.

## Historia
Pierwszy elektryczny mikser został opracowany w Stanach Zjednoczonych w 1922 roku, specjalnie do produkcji koktajli mlecznych w restauracjach. W 1932 roku jego wynalazca, Stephen J. Popławski (wynalazca polskiego pochodzenia), otrzymał patent na maszynę, która rozdrabnia owoce i warzywa do postaci płynnej. Popławski jako pierwszy umieścił wirujące ostrze na dnie pojemnika.

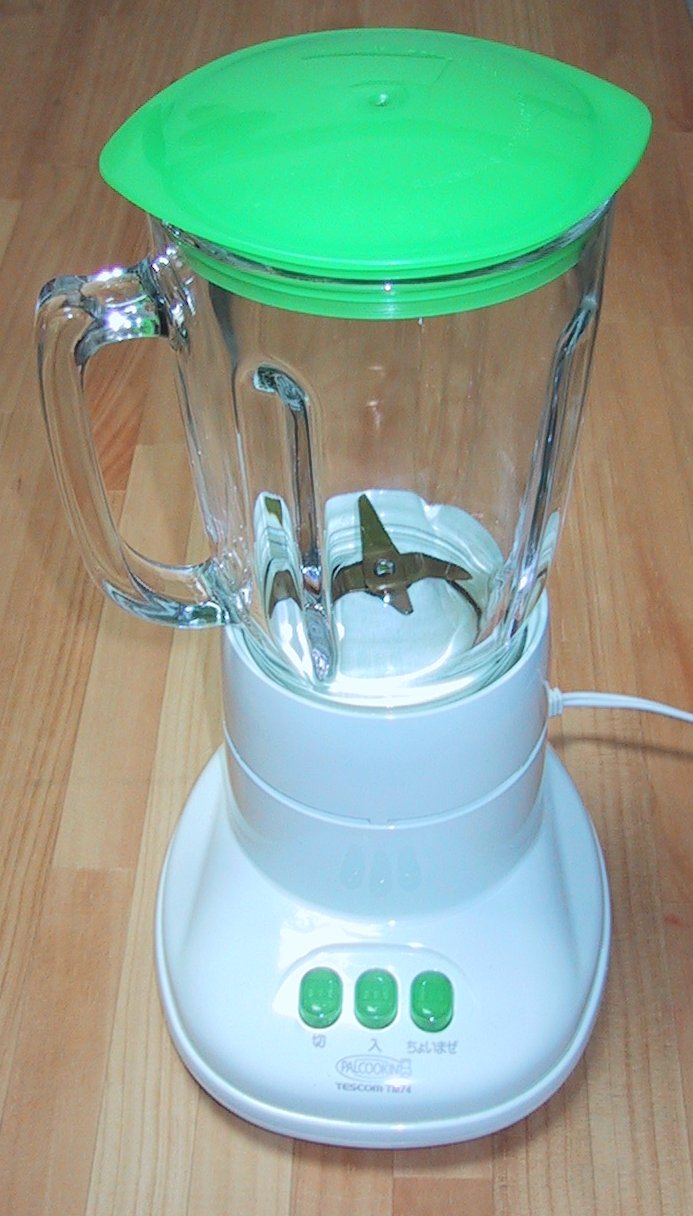
Blender kielichowy

Stephen Poplawski w latach 30. założył firmę "Stephens Electric Company" i w 1940 roku opatentował domowy mikser do rodzinnych kuchni.
- 1937 – Fryderyk Osius ulepsza blender Popławskiego i nadaje mu nazwę Miracle Mixer
- 1938 – F. Osius zmienia nazwę urządzenia na Waring Blendor, którego pisownia została ostatecznie zmieniona na Blender (prace nad ulepszaniem wynalazku finansował Fred Waring). "Waring Blender" był jednym z pierwszych komercyjnie udanych mikserów. Cena urządzenia -  29,75 $
- 1946 – John Oster Manufacturing Co kupiło od Poplawskiego Stevens Electric i wprowadzono pierwszy blender o nazwie Osterizer®[3]

Waring Blender stał się ważnym narzędziem w szpitalach do wdrażania diet, a także ważnym narzędziem badawczym. Dr Jonas Salk użył go podczas opracowywania szczepionki na polio.
W 1954 roku sprzedano milionowy Waring Blender, który jest nadal popularny. Waring Produces są teraz częścią Conair.